# هاروی گرانت
هاروی گرانت (انگلیسی: Harvey Grant؛ زادهٔ ۴ ژوئیهٔ ۱۹۶۵) بازیکن بسکتبال اهل ایالات متحده آمریکا است.
از فیلم‌ها یا برنامه‌های تلویزیونی که وی در آن نقش داشته‌است می‌توان به وسواس بزرگ اشاره کرد.
از باشگاه‌هایی که در آن بازی کرده‌است می‌توان به پورتلند تریل بلیزرز و فیلادلفیا سونتی‌سیکسرز اشاره کرد.